# Coworking

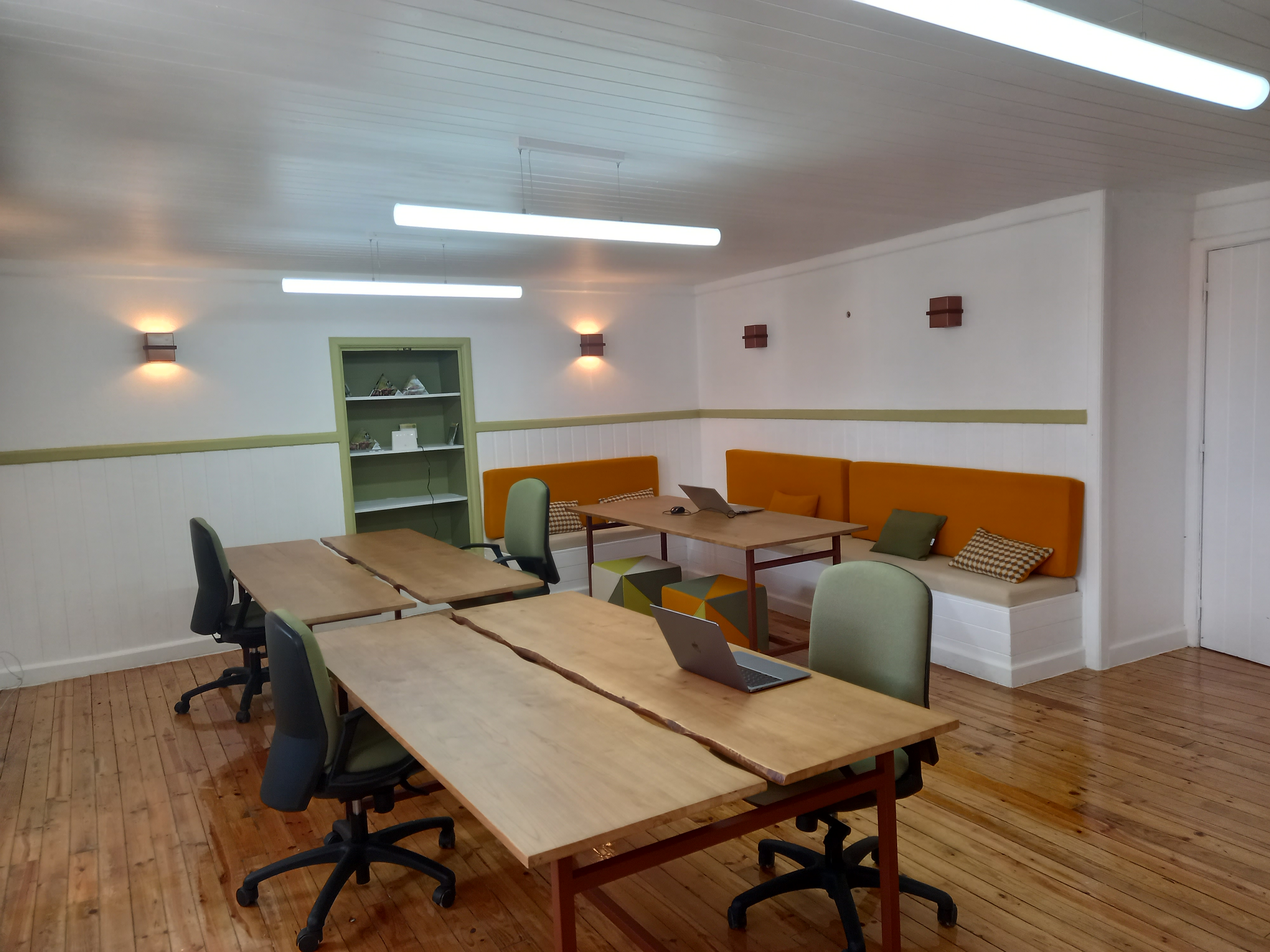
Espaço de trabalho partilhado (cowork) localizado na Aldeia de Montanha de Videmonte (Guarda), em Portugal.

Coworking, cotrabalho, trabalho colaborativo ou trabalho cooperativo, é um modelo de trabalho que se baseia no compartilhamento de espaço e recursos de escritório, reunindo pessoas que não trabalham necessariamente para a mesma empresa ou na mesma área de atuação, podendo inclusive reunir entre os seus usuários os profissionais liberais, empreendedores e usuários independentes.
É uma maneira utilizada por muitos profissionais autônomos para solucionar o problema de isolamento do modelo de trabalho conhecido como teletrabalho. Além disso é um ótima alternativa para aumentar sua produtividade e fazer novos contatos de negócios através do networking.
Pessoas e empresas usuárias de coworking também utilizam este modelo de trabalho para estabelecer relacionamentos de negócios onde oferecem e/ou contratam serviços mutuamente. Alguns destes relacionamentos também visam favorecer o surgimento e amadurecimento de ideias e projetos em equipe.
Um serviço já ofertado em Escritórios Virtuais e que hoje está mais difundido. As práticas de conduta do coworking fazem com que este modelo se aproxime mais ao modelo das cooperativas, onde o foco não está apenas no lucro, mas também na sociedade.
Uma tendência que está modificando a forma com que empresas e empreendedores trabalham, compartilham e relacionam entre si. Em um coworking você encontra estrutura bem planejada e pensada para o trabalho autônomo e coletivo. Tem a oportunidade de manter e aumentar o networking com pessoas de diversas áreas e estilos. Pode aumentar a sua produtividade, já que os ambientes e as trocas feitas no espaço são propícios para isso. E tudo isso de maneira mais sustentável e econômica!

## História
O termo coworking foi criado por BernieDeKoven em 1999 e em 2005 usado por Brad Neuberg para descrever um espaço físico, primeiramente chamado de “9 to 5 group".
Neuberg criou o Hat Factory, um espaço de coworking baseado em São Francisco, um apartamento onde trabalhavam 3 profissionais de tecnologia e que abria suas portas durante o dia para “avulsos” que precisavam de um lugar para trabalhar e queriam compartilhar experiência[carece de fontes?]. Hoje, existem aproximadamente 6 000 espaços de cotrabalho no mundo, em 6 continentes.
Grande parte dos espaços de coworking existentes hoje foram fundados por empreendedores "nômades" de tecnologia, que buscavam locais de trabalho alternativos aos cafés e às suas próprias casas.

## No Brasil
Segundo a plataforma digital Woba, em 2023 o setor de coworkings cresceu mais de 22%, e, só no Brasil, existem mais de 2.900 espaços abertos. Desse total de espaços, 58,5% estão localizados nas capitais do país, reforçando ainda mais a importância dos grandes centros para a inovação e desenvolvimento de negócios. 
A Associação Nacional de Coworking e Escritórios Virtuais - ANCEV () é o órgão que representa os gestores de coworking e escritórios virtuais no Brasil, tendo sido criado em 1995 pelos primeiros empresários do ramo de escritórios virtuais. A ANCEV atua no fortalecimento e troca de experiências entre os associados, através de grupo no whatsapp, eventos em diversas localidades do Brasil e geração de conteúdos.
No Brasil existem 1497 espaços de coworking ativos, crescendo 25% em relação a 2018, segundo a edição 2019 do censo do portal Coworking Brasil. O Estado de São Paulo ocupa o topo da lista de regiões com maior número de espaços de trabalho – abriga sozinho 663 espaços.  
Várias iniciativas estão surgindo no mercado brasileiro para ajudar com que mais pessoas conheçam o termo e experimentem esse novo modelo de trabalho. Seja através de eventos ou até mesmo experimentar um dia de trabalho gratuito nesses espaços. Onde empreendedores e empresas estão utilizando o coworking no Brasil, seguindo a tendência do futuro do trabalho. 
A Associação Nacional de Coworking e Escritórios Virtuais (ANCEV.org) é o órgão mais representativo dos gestores de coworking e escritórios virtuais, tendo realizado o último censo com os dados de coworkings e escritórios virtuais do Brasil em 2022.
Existem diversas modalidades de coworkings no Brasil, dentre os mais comuns estão os coworkings privados, que são mais conhecidos e são a maioria dos espaços de trabalho compartilhado no Brasil, e os coworkings públicos, um novo modelo de coworking que surgiu no Brasil em 2017.

## Coworkingpúblico no Brasil

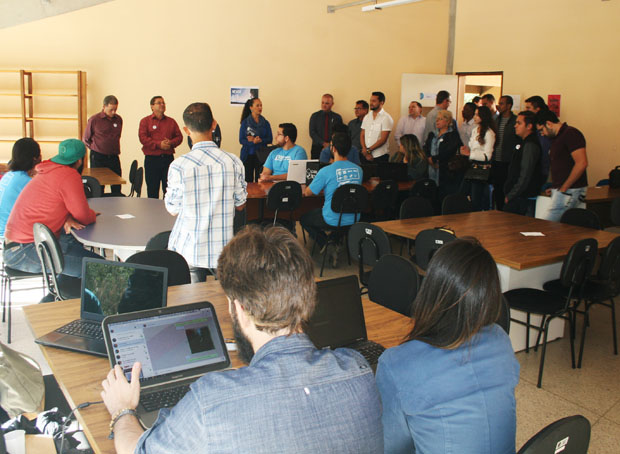
ItabiraHUB - Imagem do espaço de trabalho do 1º coworking público de Minas Gerais.

Em 2017, duas cidades brasileiras criaram um coworking público para atender as necessidades dos empreendedores, Itabira e Curitiba, com seus respectivos ecossistemas, Vale do Conhecimento e Vale do Pinhão. O Worktiba nasceu no dia 22 de março de 2017 sendo o primeiro coworking público do Brasil e logo depois, no dia 31 de maio de 2017, foi criadop o ItabiraHUB como o segundo coworking público do Brasil e o primeiro do estado de Minas Gerais. Em 29 de janeiro de 2018 foi criado o Acessa Campus, o terceiro coworking público do Brasil e primeiro de São Paulo.

## Em Portugal
Em Portugal existem 193 espaços de coworking ativos (dados de Outubro de 2021). Lisboa ocupa o topo da lista com o maior número de espaços.
Em ambiente rural, destacam-se os espaços de cowork nas Aldeias de Montanha de Videmonte (Guarda), Lapa dos Dinheiros (Seia) e Alvoco das Várzeas (Oliveira do Hospital), localizados no centro destas aldeias da Serra da Estrela.

## Benefícios docoworking
Os escritórios de coworking são opções para profissionais que desejam sair de escritórios residenciais, ou para empresas que procuram se instalar em locais com estrutura qualificada. Quando alguém começa a empreender, uma das principais dúvidas que podem surgir é sobre o local onde vai iniciar seu novo negócio. A maioria destes novos empreendedores, estabelece seu empreendimento em sua própria casa, no que é conhecido como home office.